# The Sheriff's Son (film 1919)
The Sheriff's Son è un film muto del 1919 diretto da Victor Schertzinger. La sceneggiatura si basa sul romanzo The Sheriff's Son di William MacLeod Raine pubblicato a Boston nel 1918.

## Trama
Figlio di uno sceriffo ucciso in una piccola città del Nuovo Messico, Royal Beaudry arriva lì dopo che pure il partner del padre, Dave Dingwell, è scomparso, rapito dagli uomini di Hal Rutherford. Temendo di diventare subito anche lui bersaglio dei banditi, il giovane assume una falsa identità, ma viene scoperto da Beulah Rutherford, la figlia di Hal, che è all'oscuro delle attività criminali del padre. Venutane a conoscenza, aiuta Royal, che è ferito, a scappare, ma non può fare a meno di considerarlo un uomo poco coraggioso. Anche quando Royal riesce a liberare Dingwell, il suo giudizio su di lui non cambia, e lei pensa a lui come un codardo. Quando però Royal riuscirà a tirarla fuori da un pozzo, dopo avere sostenuta una lotta disperata, Beulah si ricrederà nei suoi confronti, innamorandosi del suo coraggioso cavaliere.

## Produzione
Il film fu prodotto dalla Paramount Pictures.

## Distribuzione
Il copyright del film, richiesto dalla Thomas H. Ince Corp., fu registrato il 17 febbraio 1919 con il numero LP13429.

Distribuito dalla Paramount Pictures come Famous Players-Lasky Corporation, il film uscì nelle sale cinematografiche statunitensi il 30 marzo 1919.
Non si conoscono copie ancora esistenti della pellicola che viene considerata presumibilmente perduta.